# Geschiedenis van Indonesië
De geschiedenis van Indonesië beschrijft de geschiedenis van het gebied van de Republiek Indonesië van de prehistorie tot na de onafhankelijksoorlog van 1945.

## Boeddhisme en hindoeïsme
Immigranten uit Voor-Indië brachten nieuwe religies met zich mee, zoals het boeddhisme en hindoeïsme. Vanaf de tweede eeuw voor Christus tot de twaalfde eeuw erna werd de regio sterk beïnvloed door de verschillende Indiase dynastieën, zoals de Pallava-dynastie en de Gupta's. Verschillende grote hindoeistische en boeddhistische koninkrijken maakten in deze periode een bloeitijd door, maar verdwenen uiteindelijk weer, met name door de opkomst van de islam. Een van die rijken is het Javaanse koninkrijk Tarumanagara dat van 358 tot 669 bestond. Van hun koning Purnavarman stammen uit de 5e eeuw de eerste bekende inscripties gevonden in Indonesië. Hij maakte voetafdrukken van zichzelf en zijn olifant met de begeleidende tekst: "Dit zijn de voetstappen van koning Purnavarman, de dappere veroveraar van de hele wereld".
De politiek van de Indonesische archipel werd van de 7e tot de 11e eeuw gedomineerd door het boeddhistische koninkrijk Shrivijaya op Sumatra en door Shailendra (ca. 650-925 AD), een koninkrijk op Java. Onder de Shailendra-dynastie werd de Borobudur gebouwd, het grootste boeddhistische monument ter wereld.

### Mataram
In ruwweg dezelfde periode bestond het koninkrijk Mataram, een Hindoerijk op Java. De hoofdstad werd door koning Mpu Sindok rond het jaar 929 verplaatst van Centraal-Java naar het oosten van het eiland, waarschijnlijk vanwege een uitbarsting van de Merapi. Aan het koninkrijk kwam een einde onder de regering van Dharmawangsa, door de toenemende militaire druk van Shrivijaya.

### Koninkrijk Shrivijaya
Shrivijaya was een Maleis koninkrijk dat vooral opbloeide door de internationale handel. De schepen van dit rijk voeren helemaal naar Afrika. De staat was vooral afhankelijk van zijn sterke vloot die de handelsschepen beschermde. Waarschijnlijk omvatte het rijk op zijn hoogtepunt, rond het jaar 1000, de kusten van Sumatra, het Maleisisch schiereiland en wellicht westelijk Borneo. Chinese en Indiase bronnen melden geldelijke ondersteuning aan de bouw van tempels in deze landen door de heersers van Srivijaya.
Het rijk werd kort daarna echter getroffen door een vernietigende aanval vanuit het machtige koninkrijk Chola in Zuid-India, in 1025. Een inscriptie op een muur van een Indiase tempel in Tanjore verhaalt van een Indiase armada die de zeestraat doorvoer en de ene na de andere Srivijayaanse haven onderwierp, waaronder ook de hoofdstad. De exacte reden voor de aanval is niet duidelijk maar aannemelijk is dat de Indiase handelaren genoeg hadden van de zware belastingen die hun bij binnenreizen van het gebied opgelegd werden door het Srivijaya-rijk.
In 1080 onderwierp een oude rivaal van Shrivijaya, Melayu, het rijk en bracht het terug tot de status van vazal aan Melayu. In de 12e en 13e eeuw overheerste Melayu het rijk op politiek en economisch gebied. De ondergang van Melayu werd ingezet met een aanval door het Oost-Javaanse koninkrijk Singhasari in 1278.

### Koninkrijk Majapahit
Ondanks een gebrek aan historisch bewijs wordt aangenomen dat het Koninkrijk Majapahit de dominantste van de pre-islamitische staten was. Het koninkrijk vond zijn oorsprong op Oost-Java en breidde zich onder de leiding van Gajah Mada (oude Indonesische spelling: Gadjah Mada), een ambitieuze minister-president en regent die regeerde van 1331 tot 1364, uit naar het zuidelijke deel van het Maleisische schiereiland, Borneo, Sumatra en Bali. Een paar jaar na zijn dood nam de vloot van Majapahit Palembang in, hiermee een eind makend aan het Srivijaya-koninkrijk.
Hoewel de heersers van Majapahit hun macht uitbreidden over de naburige eilanden en de daar aanwezige koninkrijken vernietigden, leek hun interesse vooral uit te gaan naar het beheersen van een groter deel van de commerciële handel binnen de archipel. In de tijd dat het Majapahit-rijk werd gesticht, kwamen ook de eerste moslim-handelaren en -proselieten het gebied binnen.
Na het hoogtepunt in de 14e eeuw, begon de macht van het Majapahit langzaam af te nemen, mede door een oorlog over de troonopvolging in 1401, die vier jaar duurde. Het rijk bleek niet in staat de groeiende macht van het sultanaat van Malakka in te dammen. Data die het einde van het Majapahit-rijk aangeven, variëren van 1478 tot 1520.

## De islamitische periode

### Verspreiding van de islam
De verspreiding van de islam in de regio begon in de 13e eeuw op Noord-Sumatra, hoewel moslimhandelaren de eilanden van de archipel in de eeuwen daarvoor al regelmatig bezochten. De verspreiding van het islamitisch geloof verliep langzaam. De eersten die overstapten op het nieuwe geloof waren handelaren en leden van de koninklijke families van grotere koninkrijken. Toch zette de groei door en aan het einde van de 16e eeuw was de islam de grootste religie op Java en Sumatra. Met name op Java mengde de islam zich met het aanwezige volksgeloof. Bali bleef hindoeïstisch, terwijl op de zuidelijke eilanden in de 16e en 17e eeuw, zowel christelijke als islamitische zendelingen actief waren, waardoor beide geloven sterk groeiden.

### Sultanaat Mataram
Het Sultanaat Mataram was het derde sultanaat op Java, na het Sultanaat van Demak Bintoro en het Koninkrijk Pajang. Het ontstond rond 1570 onder leiding van Kyai Gedhe Pamanahan. Onder zijn kleinzoon Panembahan Seda ing Krapyak werd het eerste contact met de Nederlandse Verenigde Oost-Indische Compagnie gelegd. De Nederlanders speelden aanvankelijk een kleine rol in de handel in verschillende kustgebieden. Samen met het Sultanaat Mataram vormden zij in 1613 een bondgenootschap tegen een koninkrijk op Surabaya. Na meerdere jaren oorlogsvoering werd deze stad veroverd.
De nieuwe koning Sultan Agung van Mataram breidde het koninkrijk verder uit, zodat het heel Java en de omliggende eilanden besloeg. Diens zoon Susuhunan Amangkurat I van Mataram wilde een monopolie op de handel van de Nederlanders en liet zijn belangrijkste concurrenten vermoorden. Rond 1670 kwam het uit onvrede over zijn beleid tot een opstand. Raden Trunajaya van Soenda, een prins van Madura, wist met behulp van huurlingen Makasar het sultanaat in te nemen. Sultan Agung vluchtte samen met zijn zoon Susuhunan Amangkurat I naar het noorden. Kort daarop overleed hij. Met behulp van de Nederlanders wist diens zoon het rijk weer in te nemen. De Nederlanders waren gebaat bij rust in het gebied en een koning die bij hen in de schuld stond.

## Kolonisatie

### Portugal
Door verbeterde navigatiesystemen en bewapening waagden de Portugese schepen zich steeds verder van het thuisland. Zij waren de eerste Europeanen die in de regio arriveerden. In 1512 veroverde Portugal de stad Malakka. Zij streefde een monopoliepositie na wat betreft de handel in de belangrijkste kruiden. Dat deden zij door militaire veroveringen en allianties te vormen met lokale heersers. Daarnaast wilde de Rooms-Katholieke Kerk de lokale bevolking winnen voor het christelijk geloof. Vooral in de tweede helft van de 16e eeuw waren er veel Portugese missionarissen actief in het gebied. De Portugese invloed beperkte zich uiteindelijk tot de eilanden Solor, Flores en Timor, doordat zij het moesten afleggen tegen de Nederlanders die kort na hen arriveerden. 
Op de betreffende eilanden is tot op de dag van vandaag een groot deel van de bevolking rooms-katholiek en veel van de eilandbewoners dragen een Portugese naam.

### Verenigde Oost-Indische Compagnie (VOC)
Op 20 maart 1602 verkreeg de Verenigde Oost-Indische Compagnie van de Staten-Generaal door een octrooi het monopolie op de specerijenhandel in de regio. In 1619 veroverde de VOC de stad Jayakarta (het huidige Jakarta) op West-Java en doopte de stad om tot Batavia. De Nederlanders raakten nauw betrokken bij verschillende binnenlandse conflicten en vochten actief mee in hun poging om een handelsmonopolie te verkrijgen, wat grotendeels lukte. Daarbij maakten zij gebruik van de heersers van verschillende kleine koninkrijken die in de plaats kwamen van het verwoeste Majapahit.
Het centrale bestuur in Oost-Indië kwam in handen van de Heren Zeventien, een wisselend college, dat enkele malen per jaar door de bewindhebbers uit hun midden werd verkozen en vervolgens enkele weken in vergadering bijeen zat. In de 17e eeuw brachten Nederlandse kolonisten delen van het huidige Indonesië onder één regering onder de naam 'Nederlands-Indië' (sinds 1816 de officiële naam). Nadat de VOC de Portugezen had verdreven, werd de VOC de effectieve heerser van vele gebieden in Nederlands-Indië. Toen de VOC in 1798 bankroet ging, nam de Nederlandse overheid de schulden en de eigendommen in Indonesië over.

### Nederlands-Indië
Van 1798 tot 1811 was er een Bataafs-Frans bestuur in de voormalige bezittingen van de VOC. De Britten veroverden Oost-Indië in 1811 en bestuurden het tot 1816, toen het werd overgedragen aan het nieuw gevormde Verenigd Koninkrijk der Nederlanden en officieel de naam Nederlandsch-Indië kreeg.
Nederland voerde tussen 1830 en 1834 het Cultuurstelsel in. Dit hield in dat de bevolking één vijfde van haar land in opdracht van de Nederlandse overheid moest verbouwen met exportproducten, bijvoorbeeld koffie, suiker, tabak of thee. Dit stelsel heeft bijgedragen tot armoede en hongersnood in Indonesië. De koffie-, suiker- en tabaksplantages besloegen grote gebieden die niet konden worden gebruikt voor voedselproductie. Daardoor ontstonden er tekorten. Aan het eind van de 19e eeuw kwam de zogenoemde ethische politiek in zwang. De leuze van deze ontwikkelingspolitiek was: 'irrigatie, emigratie, educatie'. Veel Javanen werden naar de buitengewesten verplaatst om de overbevolking op het eiland tegen te gaan, de rijstvelden werden beter geïrrigeerd om de landbouw efficiënter te maken en de voedseltekorten tegen te gaan. Ook werden er 'dessabanken' opgericht waar boeren goedkoop konden lenen. Over het geheel genomen was de ethische politiek geen succes; slechts enkele tienduizenden Javanen konden elders een bestaan opbouwen en het geld dat de boeren leenden werd vooral gebruikt om te consumeren in plaats van te investeren. De bedoelde stimulering van economische groei en remming van de bevolkingsgroei bleven uit. Door het loslaten van het Cultuurstelsel en verbeteringen in de rijstverbouw waren er na 1905 geen structurele voedseltekorten meer.

#### Vroege nationalistische groepen
In 1908 vormde de arts Soetomo met anderen de eerste nationalistische beweging, Budi Utomo. In 1912 volgde de eerste massale nationalistische beweging, Sarekat Islam. De Nederlanders reageerden na de Eerste Wereldoorlog met repressieve maatregelen. De nationalistische leiders kwamen uit een kleine groep jonge professionals en studenten, van wie sommigen hun opleiding in Nederland hadden genoten. Velen, inclusief de latere eerste Indonesische president, Soekarno (1901-1970), werden gevangengezet vanwege hun politieke activiteiten.
Tussen 1922 en 1930 richtte Ki Hadjar Dewantara, samen met anderen en ondanks tegenstand van de koloniale regering, veertig onafhankelijke scholen op, de Taman Siswa scholen, en op 28 oktober 1928 pleitte een conferentie van Indonesische jongeren voor "één land, één taal, één volk" voor Indonesië.
Daarnaast richtte de verbannen Nederlandse socialist Henk Sneevliet in 1914 een 'Indische Sociaal Democratische Associatie' op. Aanvankelijk een klein forum van Nederlandse socialisten, ontwikkelde de Associatie zich later tot Partai Komunis Indonesia (PKI), de Indonesische Communistische Partij. Voor zijn ondergang in 1965 was het de op twee na grootste communistische partij ter wereld.
Sleutelfiguren in het voorbereiden van Indonesische onafhankelijkheid waren Agoes Salim, Ki Hadjar Dewantara, Sam Ratulangi, Raden Mas Sartono, Soekiman, Sjahrir en Mohammad Yamin.

#### Japanse bezetting

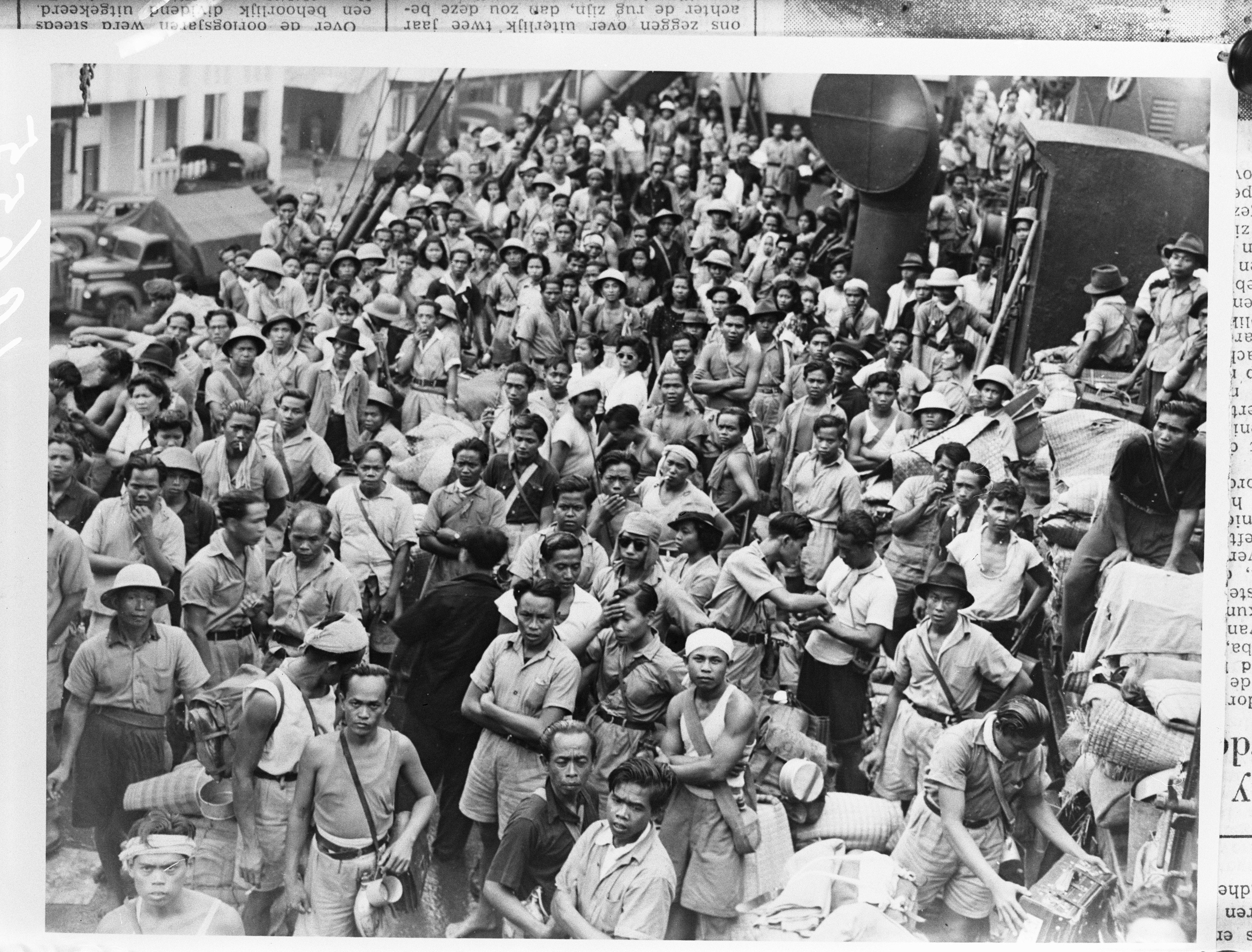
Aankomst van romoesja's (romushas) uit Japan in Nederlands-Indië, 4 december 1946

De Duitse inval in Nederland in mei 1940 had Nederlands-Indië al afgesneden van het moederland. De Nederlandse kolonie riep in juli van dat jaar de staat van beleg uit en ging nauwer samenwerken met de Verenigde Staten en Groot-Brittannië in plaats van Japan. In de nacht van 10 op 11 januari 1942 landden Japanse troepen in de buurt van Menado op Celebes. Ongeveer op hetzelfde moment vielen zij Tarakan aan, een eiland in het noordoosten van Borneo waar enkele olievelden geëxploiteerd werden.
In februari begonnen de Britse en Amerikaanse geallieerde troepen zich terug te trekken uit Java. Op 27 februari ging schout-bij-nacht Karel Doorman met enkele Nederlandse kruisers ten onder in de Slag in de Javazee. In de nacht van 28 februari op 1 maart 1942 gingen de Japanse troepen op vier plaatsen langs de Javaanse noordkust vrijwel ongestoord aan land. In Magelang werden zij geestdriftig toegejuicht door de inheemse bevolking, en in Atjeh kwam de bevolking zelfs al voor de komst van de Japanners in opstand tegen de koloniale autoriteiten. Op 8 maart gaven de Nederlandse strijdkrachten zich over. De Nederlanders die nog in het land verbleven werden geïnterneerd in 'jappenkampen'. Gedurende de bezetting ontwikkelde de nationalistische beweging zich verder. De Japanse bezetting maakte een einde aan de Nederlandse overheersing en was een belangrijke stimulans voor de Indonesische onafhankelijkheidsbeweging. Soekarno, de leider van de nationalistische beweging, werkte met de Japanners samen in de hoop dat Indonesië zijn onafhankelijkheid zou verkrijgen. Toch werd de Japanse bezetting ook door veel Indonesiërs als zwaar ervaren. Volgens een VN-rapport overleden er uiteindelijk vier miljoen mensen als gevolg van de Japanse bezetting.
Japan vormde in maart 1945 het Onderzoekscomité ter voorbereiding op de Indonesische onafhankelijkheid, met als doel dat het land zijn onafhankelijkheid zou verkrijgen. Het comité (BPUPKI) stelde een grondwet op die later zou worden overgenomen door de nieuw gevormde staat. Uiteindelijk zou Indonesië pas na Japans nederlaag onafhankelijk worden. Twee dagen na de Japanse nederlaag riep Soekarno de onafhankelijkheid uit.

## Indonesische Onafhankelijkheid

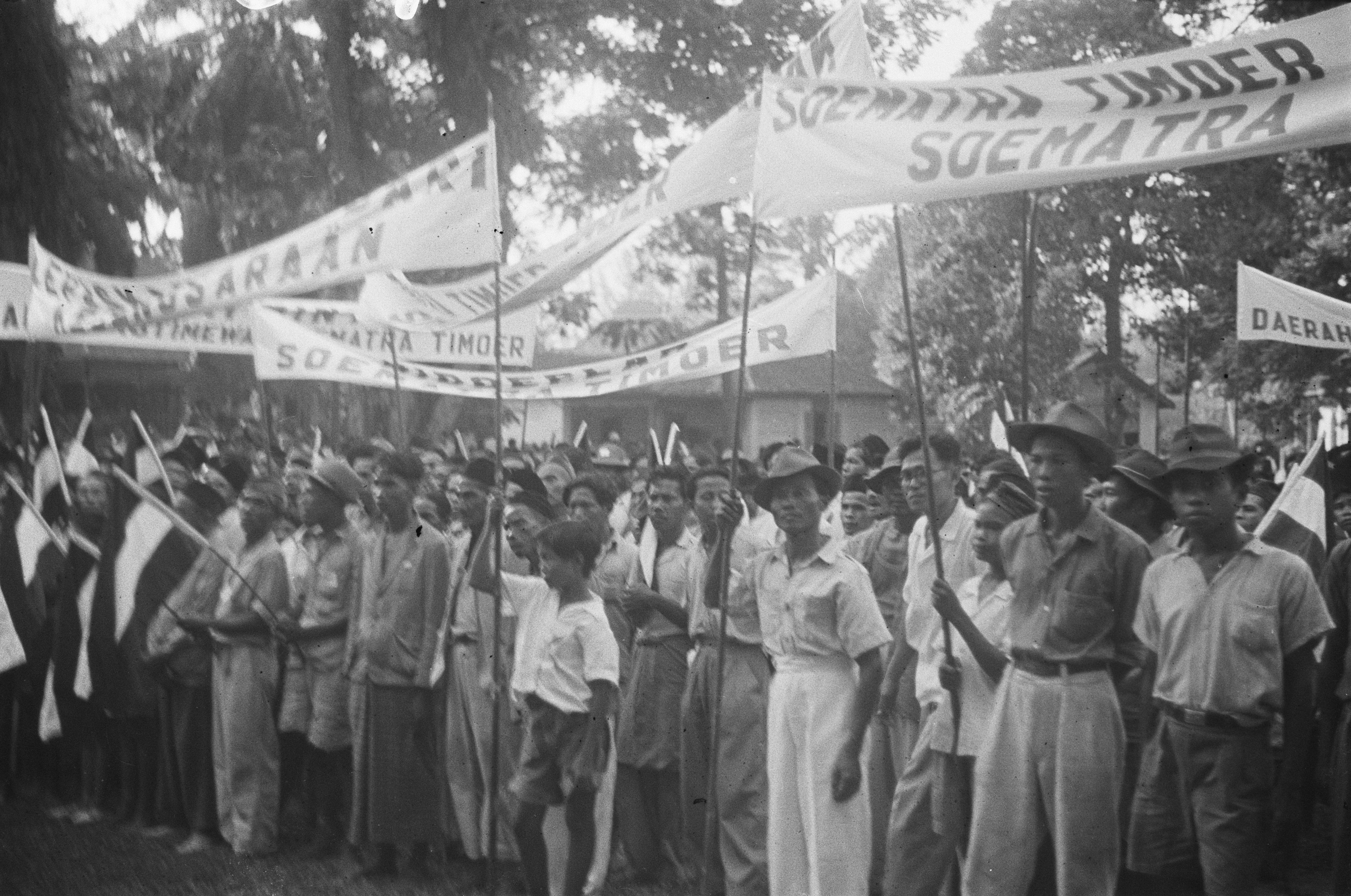
Na de bevrijding door Nederlandse troepen hielden duizenden Oost-Sumatranen een massademonstratie. Zij boden een verzoekschrift aan voor een zelfstandige staat Oost-Sumatra: Soematera Timoer in het kader van de overeenkomst van Linggadjati. De demonstranten luisteren naar Dr. J.J. van der Velde, de Recomba voor Noord-Sumatra, die namens de Nederlandse regering het adres beantwoordde, Medan, 1947

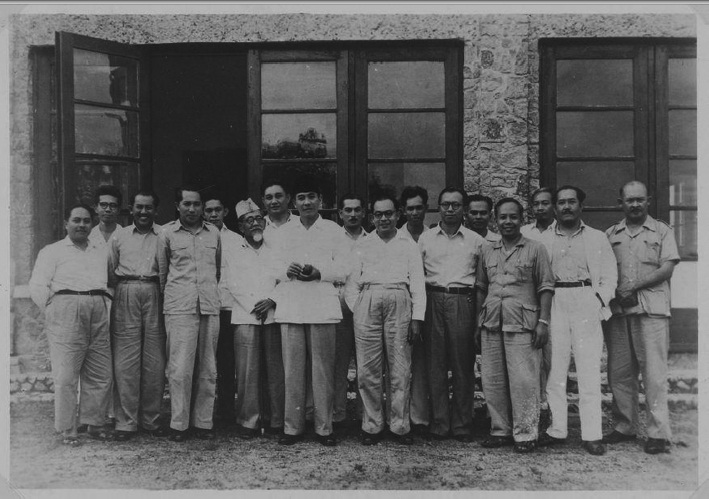
Gevangengenomen Republikeinse politici (onder meer Soekarno, Hatta, Assaat) voor Hotel Prodeo, Bangka, begin 1949.

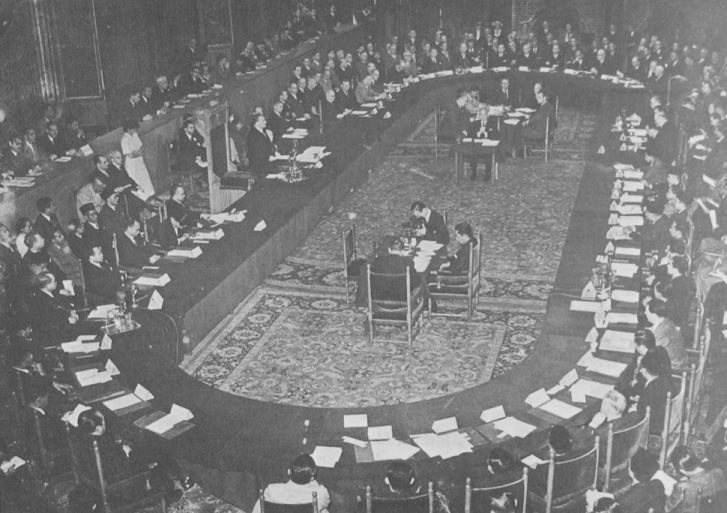
De Rondetafelconferentie tussen Nederland en Indonesië, 1949

Het Voorbereidend Comité voor de Indonesische Onafhankelijkheid (PPKI) riep een dag na de onafhankelijkheid Soekarno uit tot president van de nieuwe staat en Mohammed Hatta tot vicepresident. Na de landing van Britse troepen eind september 1945 ontstond er een revolutionaire explosie van geweld die zich met name richtte tegen Nederlanders en Indische Nederlanders, de zogenaamde Bersiap-periode. Zij waren in de eerste periode na hun bevrijding alleen hun leven veilig wanneer zij in de kampen bleven, onder bescherming van de Britse of zelfs Japanse troepen. Hordes jongeren gewapend met primitieve wapens maakten jacht op elke blanke die zich buiten het kamp begaven. Nederlandse troepen namen snel de oude hoofdstad Java weer in waardoor het tijdelijke Indonesische parlement, het Centraal Indonesisch Nationaal Comité (KNIP) zich terugtrok op Yogyakarta. Dit werd het centrum van de nationalistische beweging. Onderhandelingen tussen het Nederlandse gezag en de nationalisten leidde tot twee wapenstilstanden, maar meningsverschillen over de naleving daarvan en provocaties van beide zijden zorgde ervoor dat het geweld iedere keer weer de kop opstak. Tot tweemaal toe greep Nederland naar de wapens om impasses in het overleg te doorbreken, de zogeheten politionele acties, echter zonder resultaat. Na vier jaar had het Nederlandse leger tezamen met het KNIL bijna geheel Indonesië onder zijn gezag gebracht, maar de guerrillaoorlogsvoering van de tegenstander zorgde ervoor dat het onrustig bleef.
De Veiligheidsraad kwam begin 1949 tussenbeide met een oproep tot hernieuwd overleg. Nederland kwam tot de slotsom dat geleidelijke dekolonisatie geen perspectief bood en besloot tot een onmiddellijk vertrek. Vanaf augustus 1949 vonden er tussen de Nederlandse regering en de Republiek slotonderhandelingen plaats die uitmonden in de overdracht van de soevereiniteit op 27 december 1949. Naar schatting hadden 150.000 Indonesiërs en 6000 Nederlanders in de onafhankelijkheidsstrijd het leven verloren. Een geplande unie tussen De Verenigde Staten van Indonesië en Nederland, de Nederlands-Indonesische Unie, kwam niet van de grond. 
Soekarno werd president van de nieuwe Republiek. De staatsvorm werd zodanig opgezet dat er veel macht kwam te liggen bij zestien deelstaten. Dit had Nederland afgedwongen om suprematie van Java over de buitengewesten te voorkomen. President Soekarno was hiermee met tegenzin akkoord gegaan. Op 17 augustus 1945 riep hij de eenheidsstaat Republiek Indonesië uit. Tegen de afspraken in voerde hij vervolgens het jaar erop een centrale regering in, waarna alle belangrijke beslissingen vanuit Jakarta genomen werden. De bevolkingsoverschotten van het hoofdeiland vonden een weg door migratie naar Sumatra, Celebes en de kleinere eilandgroepen.

## Geleide democratie

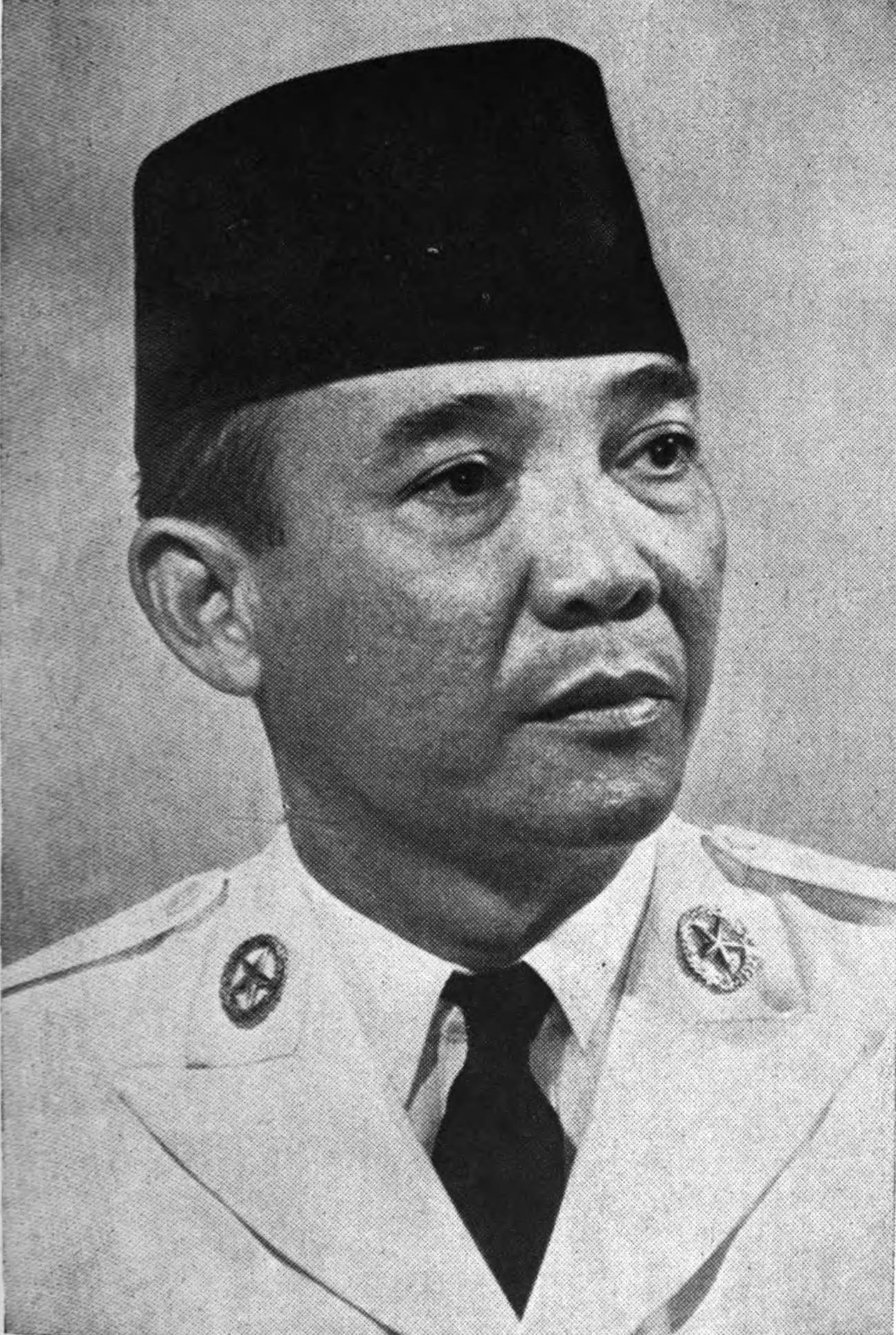
Soekarno

Nadat de Japanse bezetting en de oorlog tegen de Nederlanders voorbij was begonnen interne problemen de kop op te steken. Die problemen draaiden om verschillen in regionale gebruiken, de invloed van christendom en marxisme en de vrees voor Javaanse politieke dominantie. Door de gebeurtenissen in de jaren daarvoor had Indonesië te maken met veel armoede, een laagopgeleide bevolking en een economie die maar moeilijk op gang kwam. Verder waren er verschillende interne conflicten, zoals opstanden op Sulawesi en Sumatra die tot 1961 duurden en de Republiek der Zuid-Molukken die door Ambonese KNIL-militairen werd uitgeroepen.
De grondwet van 1950 legde veel macht bij het parlement en besteedde veel aandacht aan de mensenrechten, daarbij sterk leunend op de Universele verklaring van de rechten van de mens die in 1948 door de Verenigde Naties was aangenomen. De Indonesische politiek was zeer instabiel. Tussen 1945 en 1958 wisselden 17 kabinetten elkaar af. De eerste parlementaire verkiezingen werden in 1955 gehouden. Deze verliepen goed voor de Indonesische Nationalistische Partij van Soekarno en voor de Communistische Partij van Indonesië (PKI), maar geen enkele partij wist meer dan een kwart van de zetels binnen te halen.
Soekarno had het vaak over nasakom, het verenigen van nationalisme, godsdienst en communisme als basis voor zijn beleid, maar in de praktijk bleek dit onmogelijk, onder meer door het gewapende verzet van de moslimbevolking in de jaren vijftig, met opstanden in onder andere West-Java en Zuid-Sulawesi, die door het leger werden neergeslagen.
Rond 1956 begon Soekarno openlijk het systeem van parlementaire democratie te bekritiseren. Volgens hem ging het in tegen de natuurlijke mentaliteit van het Indonesische volk omdat die juist op harmonie gericht was. Hij stuurde in 1959 het parlement naar huis en voerde een systeem van zogenoemde geleide democratie in. De oppositie werd monddood gemaakt en vroegere medestanders als Soetan Sjahrir werden gearresteerd. Het parlement werd een orgaan zonder veel macht. Soekarno vertegenwoordigde voortaan de wil van het volk. Hij werd gesteund door het leger die de regionale opstanden en de opkomst van de communistische partij als grootste bedreiging zag.
In 1958 werden de bedrijven die eigendom waren van Nederlanders onder Indonesisch beheer gesteld. In enkele maanden vertrokken door de omstandigheden gedwongen 35.000 Nederlanders terug naar Europa. In 1962 moest Nederland onder druk van de VN en de VS Nederlands-Nieuw-Guinea aan Indonesië overdragen. Het eiland werd spoedig een vestigingsplaats voor Indonesiërs van elders, vooral Javanen.
De achteruithollende economie vroeg om een nieuwe externe vijand. Die werd 1963 gevonden toen de Maleisische federatie werd opgericht. Soekarno kondigde de vernietiging van de nieuwe staat aan en trad uit de Verenigde Naties.

## Nieuwe Orde; economische opbloei

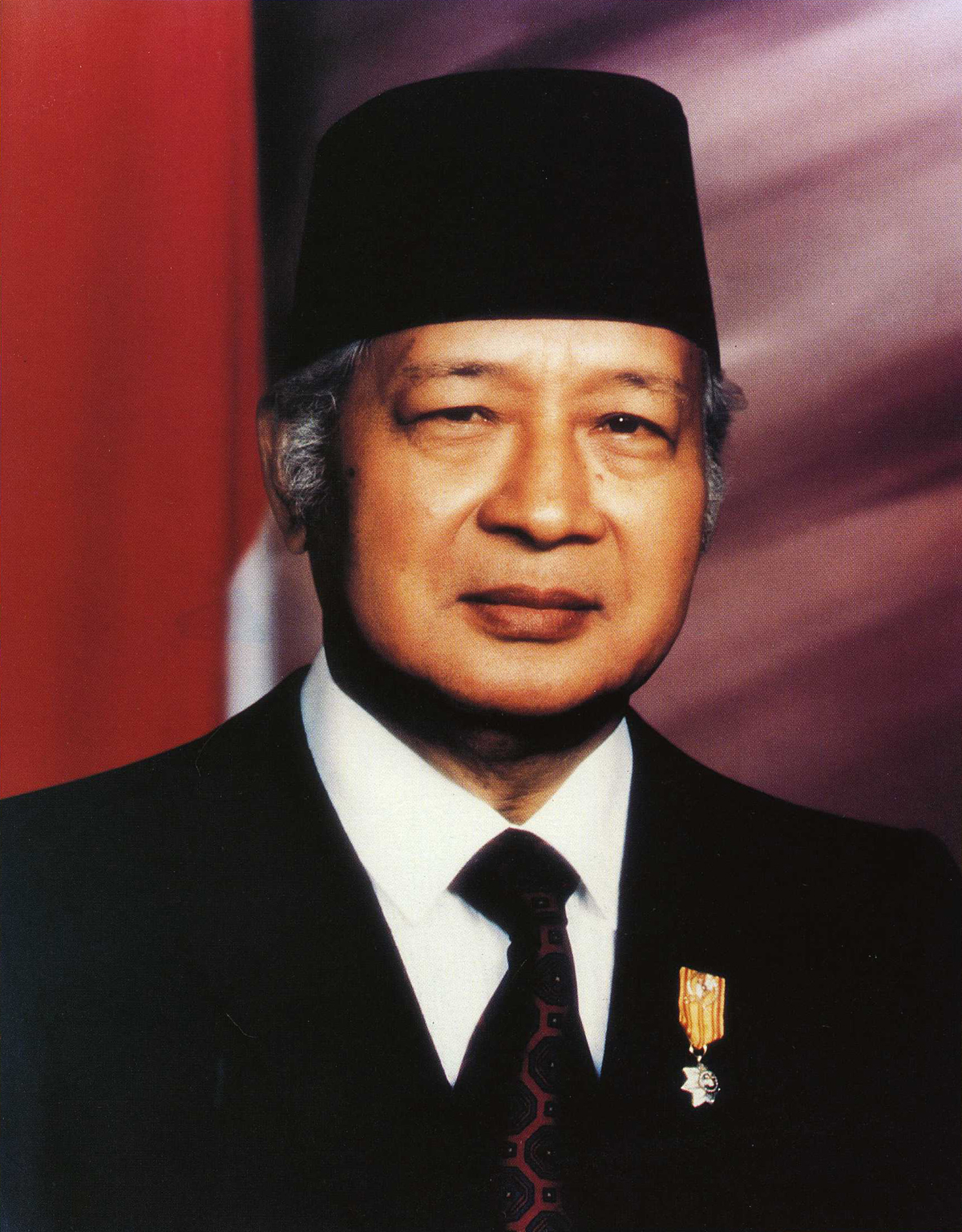
Soeharto

In de nacht van 30 september 1965 vond er een coup plaats door de Communistische Partij van Indonesië. De coupplegers ontvoerden de legertop en brachten zes generaals om het leven. De actie mislukte doordat generaal-majoor Soeharto ingreep. Het leger pakte de communisten vervolgens keihard aan. Binnen een half jaar verloren meer dan een half miljoen partijaanhangers het leven. Internationaal was er weinig kritiek. De Verenigde Staten waren blij dat er hard werd opgetreden tegen de communisten. Zij waren intussen actief in Vietnam en hadden geen behoefte aan een tweede strijdtoneel. Op 11 maart 1966 omsingelden troepen het gebouw waar Soekarno op dat moment vergaderde met zijn kabinet en dwongen hem een verklaring te ondertekenen waarmee hij de macht overdroeg aan Soeharto. De staatsgreep ging de geschiedenisboeken in als de Kudeta (van het Franse "coup d'état").
Soeharto voerde een hard, autoritair beleid (Orde Baru of Orba = Nieuwe Orde), dat echter wel tot stabilisatie en verregaand herstel van de onder Soekarno verloederde economie leidde. Het nu doorgevoerde beleid was met name gericht op liberalisering en het fabriceren van eigen producten. De inflatie, die in 1966 nog gigantisch hoog was, werd in slechts enkele jaren teruggebracht tot 10% in 1969, om daarna decennialang op een laag niveau te blijven. Voor de periode 1969-1974 werd een eerste vijfjarenplan opgesteld, waarbij een sterk beroep gedaan op de Inter-Governmental Group on Indonesia (IGGI). De landbouw werd sterk gestimuleerd; Soeharto stelde hiervoor dertig procent van de staatsbegroting ter beschikking, terwijl dit onder Soekarno slechts tien procent was geweest. De boeren kregen nu veel meer middelen om efficiënt te produceren. Onder meer de rijstproductie verbeterde sterk, zodat Indonesië nauwelijks nog rijst hoefde te importeren. Indonesië begon zich te richten op het exporteren van olie, wat vooral na de oliecrisis van 1973 zeer winstgevend bleek. Tijdens het tweede vijfjarenplan (1974-1979) kwam er tevens meer aandacht voor de voorzieningen op het platteland, met name onderwijs en gezondheidszorg. In 1980 leefde dertig procent van de Indonesische bevolking onder de armoedegrens, terwijl dit in 1967 nog zestig procent was geweest. Van het einde van de jaren zestig tot in de jaren negentig kende Indonesië een economische groei van acht tot tien procent per jaar. Daarmee was het na Singapore de snelst groeiende economie van Zuidoost-Azië.
De – reeds bestaande – corruptie nam echter sterk toe, waarbij ook Soeharto, diens vrouw en enkele van hun kinderen hoge functies toebedeeld kregen. Ze groeiden daardoor uit tot de rijkste en machtigste familie van het land. De ontevredenheid over de corruptie, die al snel een beperking vormde voor verdere economische groei, leidde uiteindelijk samen met de economische crisis in 1998 (Krisis Moneter / Krisis Finansial/ Krismon) tot grote demonstraties in 1998, waardoor Soeharto gedwongen moest aftreden. Deze omwenteling wordt de reformasi genoemd.

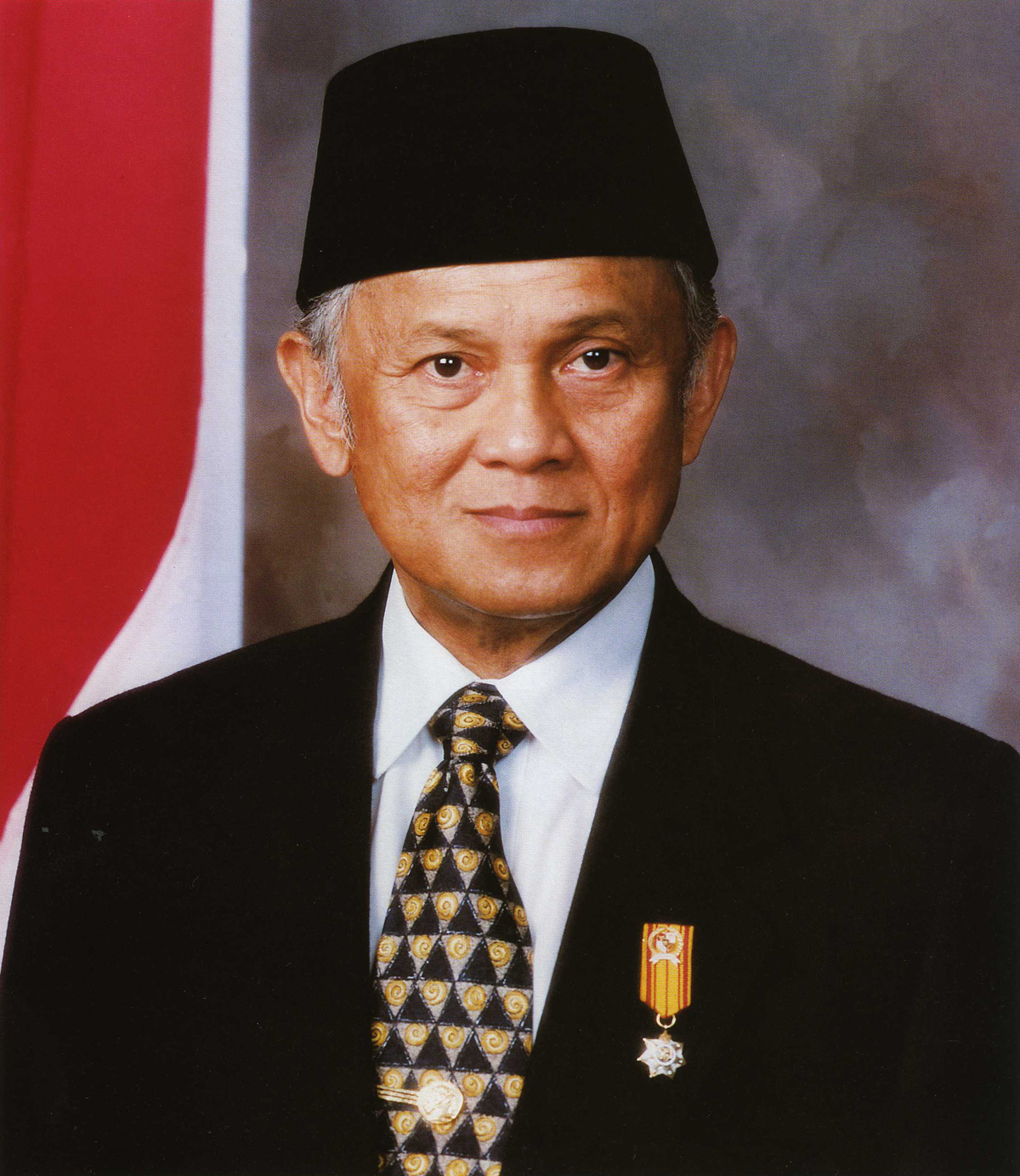
Habibie

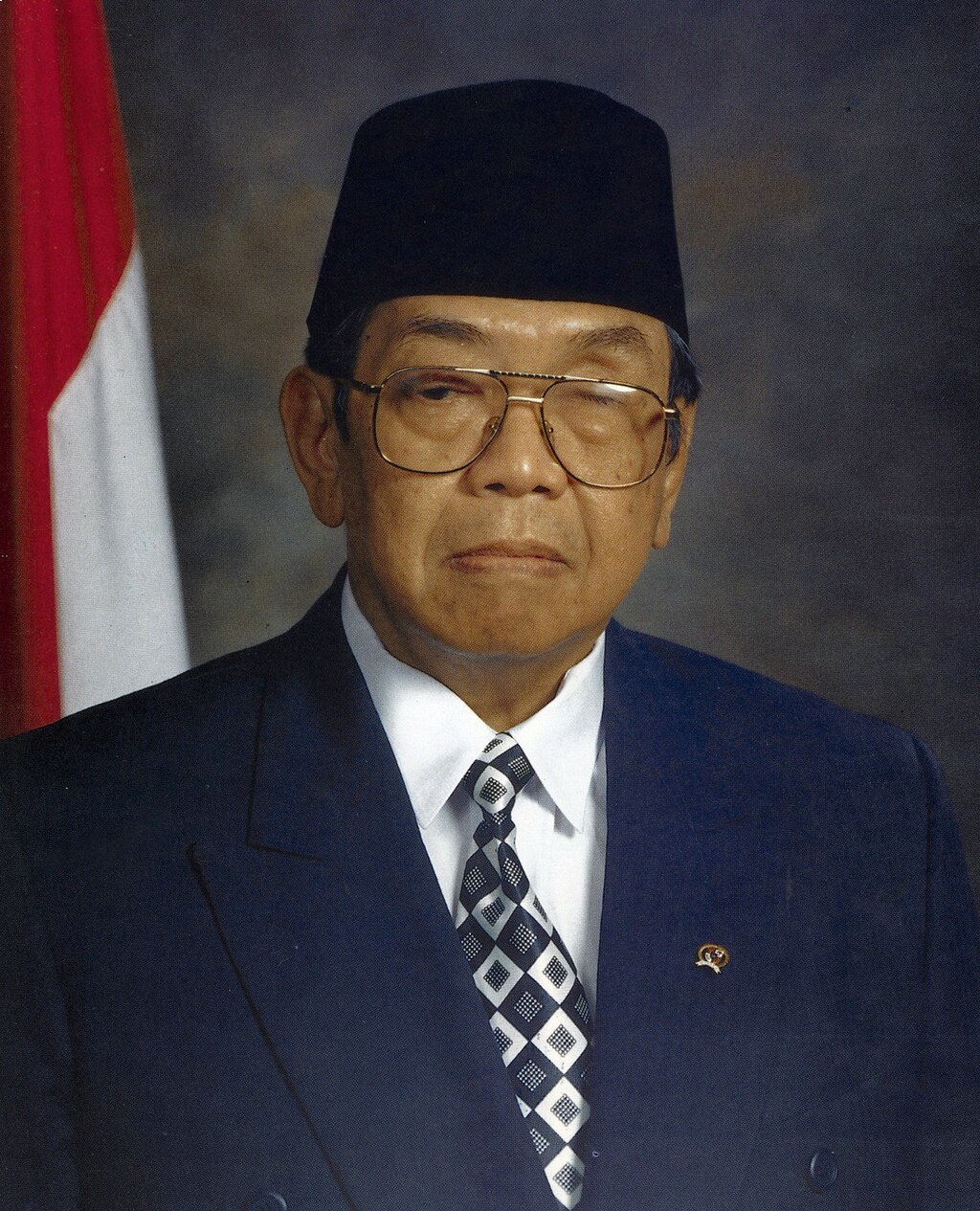
Abdurrahman Wahid

### Oost-Timor
Na de Anjerrevolutie in Portugal wilde de nieuwe Portugese regering zo snel mogelijk van al haar koloniën af. Oost-Timor kreeg daarom in 1975 zijn onafhankelijkheid. De eerste vrije verkiezingen werden gewonnen door Fretilin, een linkse partij, en de UDT, een partij die voortkwam uit de lokale elite. Indonesië beschouwde Fretilin als communistisch en was bang dat een onafhankelijk Oost-Timor zou dienen als voorbeeld en inspiratie voor andere regionale bewegingen in de archipel die streefden naar zelfstandigheid. Negen dagen na de onafhankelijkheid viel Indonesië Oost-Timor binnen en annexeerde het land met zijn zeshonderdduizend bewoners. Hierbij kreeg Indonesië de steun van de Verenigde Staten, Australië en het Verenigd Koninkrijk. Na de annexatie werd Oost-Timor door het leger deels gebruikt als militair oefenterrein.
Na de val van Soeharto werd er op Oost-Timor een referendum gehouden over de onafhankelijkheid van het land. 99 procent van de bevolking nam deel en meer dan driekwart stemde voor onafhankelijkheid. In reactie daarop begonnen elementen van het Indonesische leger en door het leger gesteunde milities met lukrake aanvallen op de Oost-Timorezen. In korte tijd verloren tweeduizend mensen het leven en sloeg twee derde van de bevolking op de vlucht. Onder grote internationale druk hief het Indonesische parlement in oktober 1999 het decreet op aangaande de annexatie van Oost-Timor. Een VN-vredesmissie (UNTAET) landde op het eiland, nam het bestuur over en bracht stabiliteit. In mei 2002 verklaarde Oost-Timor zich onafhankelijk.

## Indonesië na de val van Soeharto

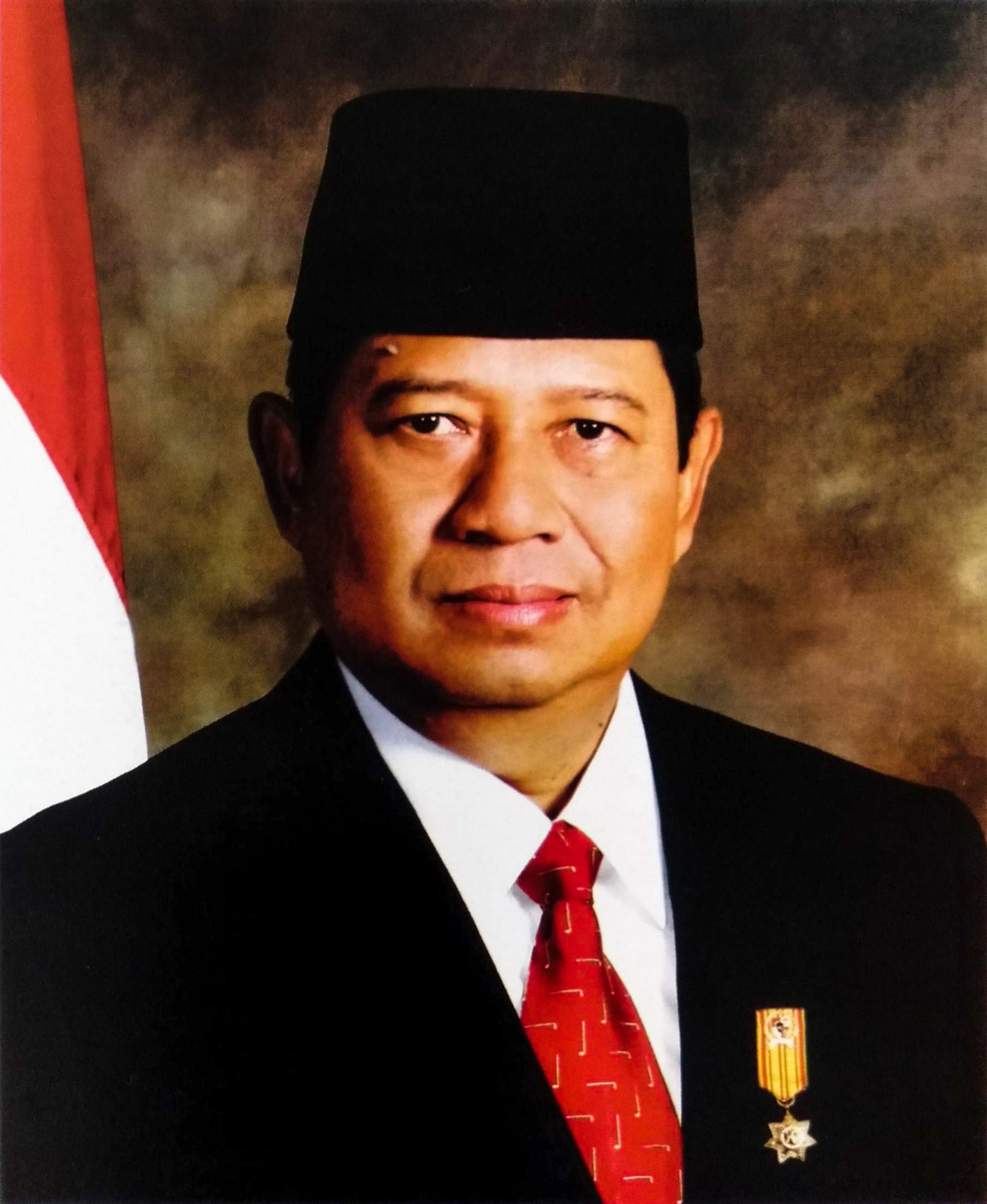
Susilo Bambang Yudhoyono

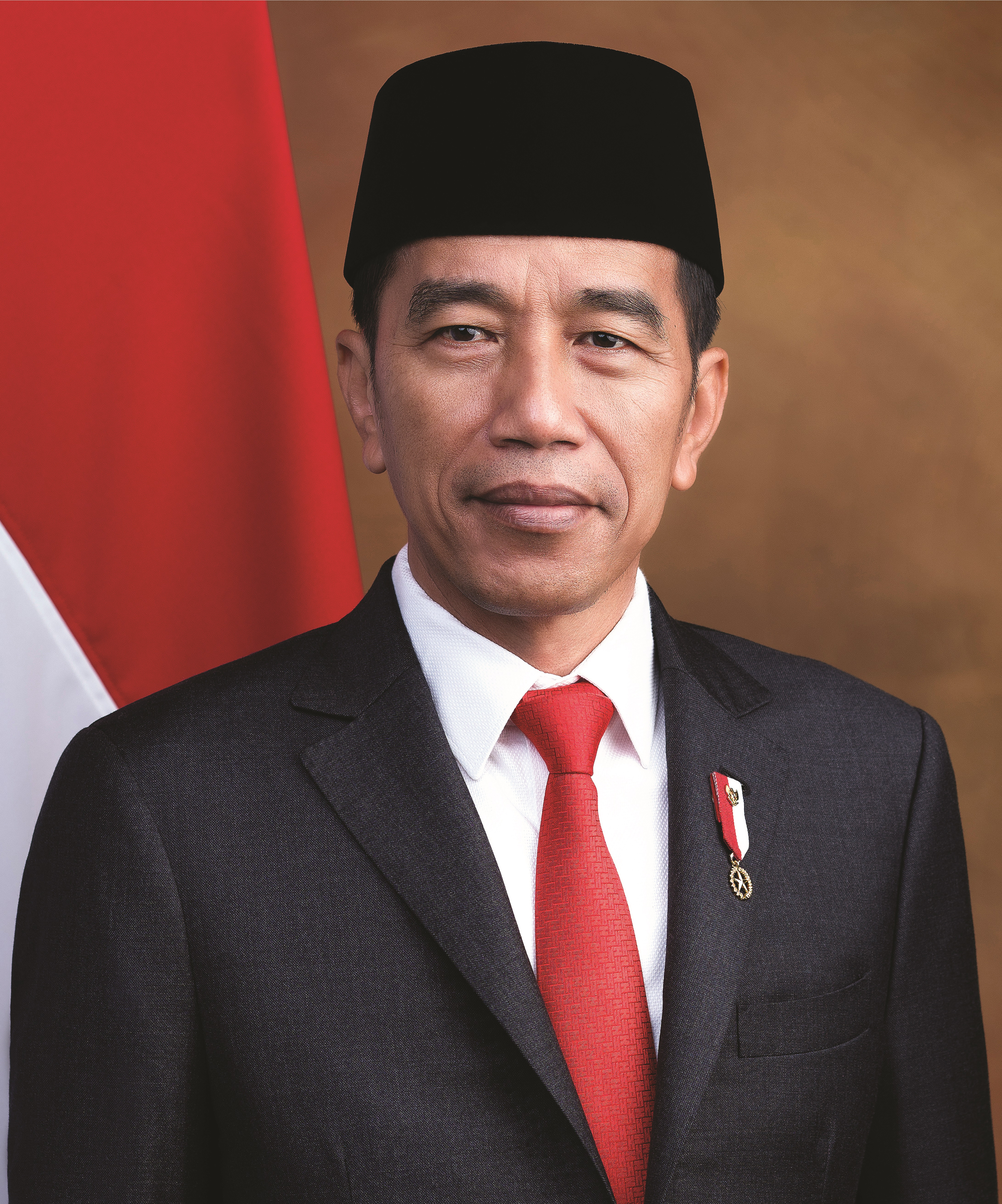
Widodo

Soeharto werd opgevolgd door Habibie. Zijn belangrijkste taak was om het vertrouwen van de financiële markten in Indonesië te herstellen. Daarin slaagde hij deels. Verder liet hij verschillende politieke gevangenen vrij en versoepelde de regels rondom persvrijheid en vrijheid van vergadering. Na de verkiezingen van 1999 trad de blinde Abdurrahman Wahid aan als nieuwe president. Megawati Sukarnoputri, dochter van de eerste president van Indonesië, was zijn vicepresident. Zijn kabinet streefde – met vallen en opstaan – naar verdere democratisering en economische groei. In verschillende delen van de archipel, waaronder Atjeh en de Molukken speelden regionale conflicten op.
Onder de bevolking was nog steeds veel onvrede. In januari 2001 maakte Wahid vanwege straatprotesten en beschuldigingen van corruptie plaats voor Megawati Soekarnoputri. Zij verloor in 2004 de verkiezingen van Susilo Bambang Yudhoyono, die in 2009 voor een tweede termijn werd gekozen.
Indonesië werd eind 2004 hard getroffen door een tsunami die in de hele regio voor meer dan een kwart miljoen doden zorgde. Vooral op Sumatra was de schade groot. Ruim honderdduizend mensen verloren het leven en meer dan een half miljoen raakten dakloos.
De multireligieuze Indonesische samenleving werd in 2002 (202 doden) en 2005 (23 doden) opgeschrikt door twee grote bomaanslagen op Bali en meerdere bomaanslagen in Jakarta. De aanslagen werden opgeëist door Al Qaida. Hoewel de meeste daders opgepakt werden droegen de aanslagen bij aan de spanningen tussen de verschillende geloofsgroepen. Die spanning was op Atjeh ook merkbaar waar in 2005 na 30 jaar een einde kwam aan een gewapend conflict. Atjeh mocht als enige provincie in Indonesië de strenge islamitische Sharia-wetgeving invoeren.
Na de val van Soeharto nam de macht van de radicale islam toe. Niet alleen op Atjeh werd de wetgeving strenger, maar door het hele land. Zo werd de verkoop van alcohol beperkt, verdwenen travestieten en transseksuelen steeds meer uit het straatbeeld en werd kritiek of belediging van de islam steeds minder getolereerd. Zo kreeg de gouverneur van Jakarta op Java Ahok een gevangenisstraf van twee jaar opgelegd nadat hij zijdelings een vers uit de Koran had aangehaald. Tegenstanders verdraaiden zijn uitspraak, massale protesten van moslims volgden en een veroordeling.
Om het bestuur dichter bij de inheemse bevolking van Papoea te brengen werd deze provincie onder Widodo opgedeeld in kleinere provincies.